# Zeta1 Scorpii
Pour les articles homonymes, voir Zeta Scorpii.
Désignations
Zeta1 Scorpii (en abrégé ζ1 Sco) est une étoile supergéante bleue de la constellation du Scorpion de magnitude apparente 4,70. Elle est à environ 6000 années-lumière de la Terre.